# Tuffi ai campionati europei di nuoto 2022 - Trampolino 3 metri femminile
La competizione del trampolino 3 metri femminile ai campionati europei di nuoto di Roma 2022 si è svolta il 19 agosto 2022, presso il complesso natatorio del Foro Italico di Roma, in Italia.
Il turno preliminare si è svolto alle ore 10:00. La finale si è svolta alle 16:45.

## Risultati
In verde sono indicati i finalisti
| Class   | Tuffatrici           | Nazione       | Preliminare | Preliminare | Finale          | Finale          |
| Class   | Tuffatrici           | Nazione       | Punti       | Class       | Punti           | Class           |
| ------- | -------------------- | ------------- | ----------- | ----------- | --------------- | --------------- |
| Oro     | Chiara Pellacani     | Italia        | 294.50      | 1           | 318.75          | 1               |
| Argento | Michelle Heimberg    | Svizzera      | 294.40      | 2           | 301.80          | 2               |
| Bronzo  | Yasmin Harper        | Gran Bretagna | 273.25      | 4           | 296.20          | 3               |
| 4       | Tina Punzel          | Germania      | 260.10      | 7           | 277.65          | 4               |
| 5       | Clare Cryan          | Irlanda       | 261.40      | 6           | 268.35          | 5               |
| 6       | Emilia Nilsson       | Svezia        | 281.90      | 3           | 266.25          | 6               |
| 7       | Lauren Hallaselkä    | Finlandia     | 255.35      | 8           | 265.70          | 7               |
| 8       | Grace Reid           | Gran Bretagna | 253.15      | 9           | 259.80          | 8               |
| 9       | Viktorija Kesar      | Ucraina       | 251.75      | 10          | 256.55          | 9               |
| 10      | Elisa Pizzini        | Italia        | 262.80      | 5           | 243.85          | 10              |
| 11      | Helle Tuxen          | Danimarca     | 235.10      | 12          | 243.55          | 11              |
| 12      | Lena Hentschel       | Germania      | 249.35      | 11          | 233.95          | 12              |
| 13      | Estilla Mosena       | Ungheria      | 232.75      | 13          | Non qualificate | Non qualificate |
| 14      | Daphne Wils          | Paesi Bassi   | 232.10      | 14          | Non qualificate | Non qualificate |
| 15      | Anna Arnautova       | Ucraina       | 230.90      | 15          | Non qualificate | Non qualificate |
| 16      | Madeline Coquoz      | Svizzera      | 229.65      | 16          | Non qualificate | Non qualificate |
| 17      | Kaja Skrzek          | Polonia       | 225.60      | 17          | Non qualificate | Non qualificate |
| 18      | Emma Gullstrand      | Svezia        | 210.45      | 18          | Non qualificate | Non qualificate |
| 19      | Rocío Velázquez      | Spagna        | 210.15      | 19          | Non qualificate | Non qualificate |
| 20      | Valeria Antolino     | Spagna        | 199.05      | 20          | Non qualificate | Non qualificate |
| 21      | Laura Valore         | Danimarca     | 191.05      | 21          | Non qualificate | Non qualificate |
| 22      | Aleksandra Błażowska | Polonia       | 186.45      |             | Non qualificate | Non qualificate |
| 23      | Caroline Kupka       | Norvegia      | 185.45      | 23          | Non qualificate | Non qualificate |